# Stathmostelma
Stathmostelma là chi thực vật có hoa trong họ Apocynaceae.